# Кобелячок (річка)
Кобеля́чок (також: Сухий Кобелячок) — річка в Україні, в межах Козельщинського, Кобеляцького та Кременчуцького районів Полтавської області. Ліва притока Дніпра (впадає в Кам'янське водосховище). 

## Опис
Довжина річки 35 км, площа басейну 230 км². Похил річки 1,13 м/км. Долина неглибока. Річище звивисте. Заплава в багатьох місцях заболочена. Спорудежно декілька ставків. 

## Розташування
Кобелячок бере початок на схід від села Улинівки. Тече переважно на захід та південний захід, перед селом Пришибом робить кілька зиґзаґоподібних закрутів, після чого тече на південний схід і південь. Впадає до Кам'янського водосховища на південний захід від села Салівки.